# Чочур миран
Чочур Миран або Чучур Миран (Велика гора Чочур, Чочур Хайата) — гірська система в західній частині рівнини Туймаада, на відстані 2 км міста Якутська; входить до спеціального району Якутська; охоронювана престижна для проживання і відпочинку зона в Республіці Саха. 

## Опис
Чочур Миран — це зона, що включає в себе декілька гірських масивів (миранів). Ліси займають до 70% загальної території. Дуже багато штучних річок і озер. Однак, антропогенний вплив є високим. Це природоохоронна зона. Територія — від 30 км до 120 км. 
Сучасний Чочур Миран — найбільший на території Якутії і в цілому у східній Росії ботанічний сад, де ростуть багато видів рослин, які занесені до Червоної книги. 

## Історія Чочур Мирана
Саме в Чочур Мирані напівлегендарний прапращур Еллей вперше організував Исиах, і саме з цієї місцини поширилися якути. 
Чочур Миран нині — престижна територія достатку і відносно високого рівня життя, це зона активного відпочинку, останнім часом тут буває до 40 тисяч туристів на рік. Це також важливий науковий центр. У Чочуч Мирані — щорічні свята Исиах, Танхой. 
У 2005 році пожежа знищила близько 30% всієї фауни і флори Чочур Мирана, але в 2009 році були здійснені відповідні відновлювальні роботи.

## Населення
Чочур Миран — спеціальний район Якутська, де переважно живуть місцеві олігархи, політики, бізнесмени, тому цей регіон жартома називають «Якутський Беверлі-Хіллз». Чисельність населення району становить близько 23 тисяч осіб. Майже всі проживають в комфортабельних приватних будинках. Наявні окремі кримінальні явища. Квартал посилено охороняється. 